# Napoleon Washington
Pour les articles homonymes, voir Napoléon et Washington.
Raphaël Bettex, alias Napoléon Washington, (né en 1972 au Locle et mort le 14 avril 2015 à Lausanne) est un musicien et auteur-compositeur suisse.

## Vie
Raphaël Bettex est guitariste et chanteur, et a été considéré comme une voix marquante du blues suisse. Parmi les musiciens qui l'ont influencé il faut compter Dr John, Robert Johnson, Son House, Mississippi John Hurt et Fred McDowell. Il a joué avec le groupe Crawlin’Kingsnake Blues Band et, plus tard, le groupeThe Five Blind Boys from The Parish avec Raphaël Pedroli (Batterie) et Simon Gerber (Basse, Chant). Parallèlement, il entame en 2003 une carrière solo et joue en 2007 au Festival de Jazz de Montreux. Son œuvre majeure est l'album Mud & Grace (2009).

## Discographie
- 2001 : Keep the Blues Alive
- 2003 : Hôtel Bravo
- 2006 : Homegrown
- 2009 : Mud & Grace